# 钟惠澜
钟惠澜（1901年6月24日—1987年2月6日），男，广东梅县人，中国热带病学家，曾任北京大学人民医院院长。